# Thomas Dumbill
Thomas Henry Dumbill (* 23. September 1884 in Woolton, Merseyside; † 9. November 1974 in Hamilton, Ontario) war ein britischer Geher.
Bei den Olympischen Spielen 1912 in London wurde er im Finale des 10.000-Meter-Gehens disqualifiziert.